# Eefke Mulder
Eefke Mulder (Nimega, 13 de octubre de 1977) es una exjugadora neerlandesa de hockey sobre césped.

## Trayectoria
Mulder participó por primera vez en los Juegos Olímpicos en Atenas 2004. En el torneo cayó en la final ante Alemania y obtuvo la medalla de plata. En Pekín 2008 tuvo revancha al derrotar en la final a la selección anfitriona y ganó el oro olímpico.